# Arbeitsentgelt
Das Arbeitsentgelt ist die Gegenleistung des Arbeitgebers aus einem Arbeitsvertrag für die vom Arbeitnehmer erbrachten Arbeitsleistungen.
Das Kompositum „Arbeitsentgelt“ legt nahe, dass es ein Entgelt für geleistete Arbeit darstellt. Entgelt ist eine nominalisierte Form von „entgelten“, was so viel heißt wie „vergüten“. Innerhalb der Schweiz, ansonsten selten, wird der Begriff Salär oder Entlöhnung für eine geldwerte Entlohnung verwendet.
Arbeitsentgelt ist der Oberbegriff für sämtliche in Geld erbrachten Zahlungen wie Arbeitslohn (Arbeiter) und Gehalt (Angestellte) oder auch als Sachbezug gewährter Deputatlohn. Begriffe wie Lohnkosten oder Lohnkostenzuschuss beziehen sich gleichwohl stets auf beide Entgeltformen (Lohn, Gehalt). Geldzahlungen können in Bargeld (Lohntüte) oder im Wege des bargeldlosen Zahlungsverkehrs als Lohn- und Gehaltsüberweisung geleistet werden. Zum Arbeitsentgelt gehören auch Gratifikationen, Prämien (Akkordlohn), Tantiemen, Zuschläge für Sonn- und Feiertagsarbeit, für Mehrarbeit (Überstunden), und Zulagen (etwa Leistungszulagen) oder Bonuszahlungen. Im weiteren Sinne zählt zum Arbeitslohn auch das Einkommen der Selbständigen, der Unternehmerlohn, nicht jedoch der Gewinn als Entlohnung für den Kapitaleinsatz.
Gleichgültig ist, ob das Arbeitsentgelt von einem privatwirtschaftlichen Arbeitgeber (Unternehmen, sonstige Personenvereinigungen) oder von einem öffentlich-rechtlichen Dienstherrn (etwa Behörden) stammt. Hier wird es unterschiedlich bezeichnet, nämlich als Besoldung (Beamte, Soldaten und Berufsrichter) oder Grundentgelt (und Entwicklungsstufen) bei Angestellten und Arbeitern im öffentlichen Dienst. Genau genommen fallen die Bezüge von Beamten, Soldaten und Richtern nicht unter den Begriff „Arbeitsentgelt“, sondern gelten als Alimentation.
Im Unterschied zu Lohn bzw. Gehalt wird bei Leistungen Freier Berufe, also selbständig Erwerbstätigen, das Entgelt meist als Honorar oder Gage bezeichnet.

## Rechtsfragen
Der Rechtsbegriff des Arbeitsentgelts wird im Sozialversicherungsrecht und bei der Entgeltfortzahlung sowie in der Gewerbeordnung verwendet. Daneben wird der Begriff der Vergütung im Privatrecht als Gegenleistung für erbrachte Dienste beim Dienstvertrag (§ 611 Abs. 1 BGB) und beim Arbeitsvertrag (§ 611a Abs. 2 BGB) benutzt. Wenn der Begriff der Besoldung bzw. des Soldes genannt wird, sind die Empfänger Beamte bzw. Soldaten. Während diese beiden Gruppen die Leistung im Voraus (§ 3 Abs. 4 BBesG) erhalten, besteht zivilrechtlich der Anspruch auf Vergütung erst, nachdem die Leistung erbracht ist (§ 614 BGB). Im Steuerrecht werden diese Einnahmen unter dem Begriff der Einkünfte aus nichtselbständiger Arbeit (Deutschland) (§ 19 EStG) erfasst.
Welche Vergütungs- / Entgeltbestandteile zum Arbeitsentgelt gehören, wird in den verschiedenen Rechtsgebieten unterschiedlich definiert. Selbst im Entgeltfortzahlungsgesetz (EntgFG) besteht ein Unterschied, ob es sich um die Höhe des fortzuzahlenden Arbeitsentgelts an gesetzlichen Feiertagen handelt, oder ob die Höhe des Arbeitsentgelts, das für die Entgeltfortzahlung im Krankheitsfall fortgezahlt wird. Während an gesetzlichen Feiertagen für die ausgefallene Arbeitszeit das Arbeitsentgelt fortzuzahlen ist (§ 2 Abs. 1 EntgFG), ist die Entgeltfortzahlung im Krankheitsfall ohne die Zeiten für normalerweise geleistete Überstunden und ohne die Aufwendungen zu berechnen, die dem Arbeitnehmer ohne seine Arbeitsleistung nicht entstehen (§ 4 EntgFG).
Sozialversicherungsrechtlich gehören zum Arbeitsentgelt alle laufenden oder einmaligen Einnahmen aus einer Beschäftigung, gleichgültig, ob ein Rechtsanspruch auf die Einnahmen besteht, unter welcher Bezeichnung oder in welcher Form sie geleistet werden und ob sie unmittelbar aus der Beschäftigung oder im Zusammenhang mit ihr erzielt werden (§ 14 Abs. 1 Satz 1 SGB IV).
Das Arbeitsentgelt ist nach § 107 Abs. 1 GewO vom Arbeitgeber in Euro zu berechnen und auszuzahlen, die Entgeltabrechnung ist nach § 108 Abs. 1 GewO in Textform zu erteilen.
Im Strafrecht gibt es den Straftatbestand des § 266a StGB, der das Vorenthalten und Veruntreuen von Arbeitsentgelt unter Strafe stellt.

## Bestimmung der Entgelthöhe
Nach dem Grundsatz der Vertragsfreiheit ist die Höhe der Vergütung des Arbeitnehmers frei vereinbar (soweit kein Mindestlohn gesetzlich oder tariflich vorgeschrieben ist). Dabei spielt die Arbeitsmarktsituation eine entscheidende Rolle, die durch die Fachkenntnisse des Arbeitnehmers, die Arbeitsbelastung am Arbeitsplatz, die Verantwortung, die er trägt, und die Arbeitsbedingungen, unter denen er arbeitet (siehe: Entgeltdifferenzierung und Arbeitsbewertung), beeinflusst wird. Ebenso können grundsätzliche Überlegungen zum Lohnniveau eine Rolle spielen (z. B. das Spannungsverhältnis zwischen Mindestlohn und Effizienzlohn). In vielen Ländern gibt es ein gesetzlich vorgeschriebenes Mindest-Arbeitsentgelt (Mindestlohn). In Deutschland wurde zum 1. Januar 2015 ein allgemeiner gesetzlicher Mindestlohn in Höhe von 8,50 € brutto je Zeitstunde eingeführt, der mehrfach erhöht wurde, seit dem 1. Oktober 2022 auf 12,00 € brutto je Zeitstunde (§ 1 Mindestlohngesetz). In Österreich und der Schweiz gibt es keinen gesetzlichen Mindestlohn.
Im 19. Jahrhundert führte die große Anzahl Arbeitsuchender und die strukturelle Unterlegenheit des einzelnen Arbeitnehmers gegenüber dem Arbeitgeber bei uneingeschränkter Vertragsfreiheit zu extremen Niedriglöhnen. Dies führte zur Gründung von Gewerkschaften und der Durchsetzung von kollektiven Verträgen über Mindestlöhne (Tarifverträgen). Diese sind grundsätzlich nur für Gewerkschaftsmitglieder wirksam, können aber per Allgemeinverbindlichkeitserklärung wie ein gesetzlicher Mindestlohn wirken. Liegt das Entgelt circa 1/3 unterhalb des Üblichen, ist die Vergütungsabrede sittenwidrig iSv. § 138 BGB und damit nichtig. Der Arbeitgeber schuldet dann die übliche Vergütung. Strafrechtlich kann der Wuchertatbestand § 291 Abs. 1 Satz 1 Nr. 3 StGB erfüllt sein. Ist keine Vereinbarung über die Entgelthöhe getroffen worden, bestimmt sich die Vergütungshöhe nach der sogenannten „Taxe“ § 612 Abs. 2 BGB, bei Fehlen einer Taxe nach der verkehrsüblichen Vergütung im Gebiet des Arbeitsvertrags.
Allerdings bilden zumindest für Arbeitsverhältnisse im Anwendungsbereich von Tarifverträgen die in den Entgelttarifverträgen vereinbarten Vergütungen ein Mindestentgelt, das für Gewerkschaftsmitglieder nicht unterschritten werden darf, wenn auch der Arbeitgeber tarifgebunden ist.
Früher verbreitete, häufig geschlechtsspezifisch verwendete Entgeltfindungssysteme, wie die Anwendung von Leichtlohngruppen vorwiegend für Frauen, sind heute wegen Verstoßes gegen Diskriminierungsverbote unzulässig. In Deutschland verdienen Frauen im Durchschnitt 23 % weniger als ihre männlichen Kollegen. Dieser sogenannte Gender-Pay-Gap ist zu etwa zwei Dritteln auf unterschiedliche Tätigkeiten und Qualifikationen zurückzuführen; bereinigt um diese Faktoren, bleibt ein Unterschied von 8 %. In den neuen Bundesländern fällt die Diskrepanz mit insgesamt 6 % deutlich geringer aus. Große Unterschiede bestehen auch zwischen ländlichen Gebieten mit 33 % und Großstädten mit 12 % Einkommensunterschied. Auch in Österreich zeigt sich mit 22 % Gehaltsunterschied zwischen Männern und Frauen ein ähnliches Bild. Leichtlohngruppen spielen außerdem eine Rolle bei der Diskussion über ein Niedriglohnsegment, das der Eingliederung schlecht ausgebildeter Arbeitnehmer in den Arbeitsmarkt dienen soll.
Die Höhe der Löhne, soweit sie in Tarifverträgen vereinbart sind, wird in öffentlichen Tarifregistern dokumentiert, die jeder einsehen kann. Das Bundesministerium für Wirtschaft und Arbeit und alle Bundesländer führen Tarifregister. In den Bundesländern sind in der Regel die Arbeits- oder Sozialministerien zuständig. In Österreich wird über sogenannte „Einkommensberichte“ versucht mehr Transparenz zu erzeugen.
Bei vorübergehender Arbeitsunfähigkeit wird Angestellten und Arbeitern Entgeltfortzahlung gewährt.

## Steuern und Sozialabgaben

Anteile von Steuern und Sozialabgaben am Bruttoarbeitsentgelt 2015 für eine Einzelperson

Anteile von Steuern und Sozialabgaben am Bruttoarbeitsentgelt 2015 für ein (Ehe-)Paar

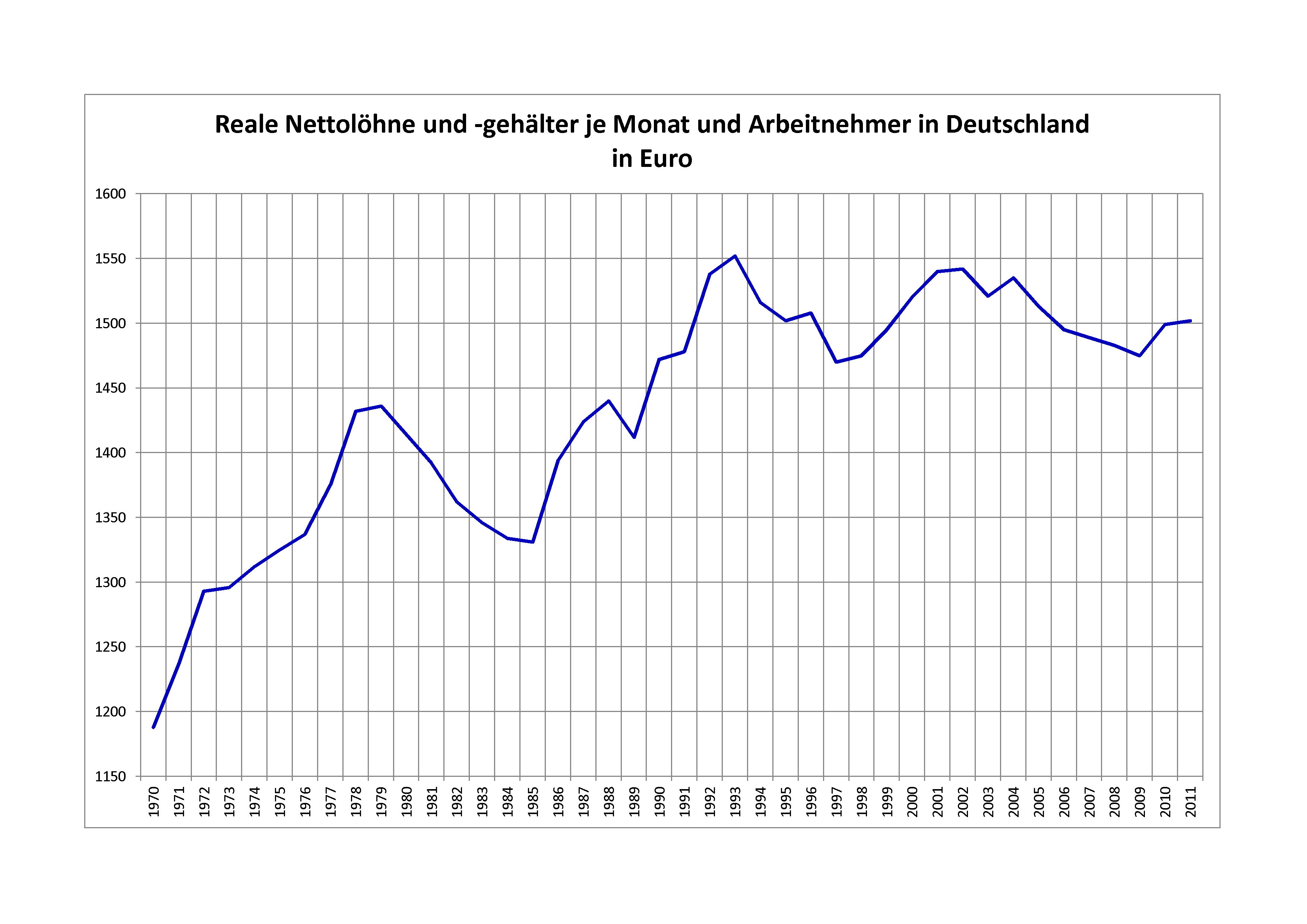
Entwicklung der realen Nettolöhne und -gehälter in Deutschland

Mit Bruttoarbeitsentgelt (Bruttolohn, Bruttoverdienst oder Bruttogehalt) wird der gesamte, arbeitsvertraglich vereinbarte Lohn bezeichnet. Nach Abzug diverser Beträge, die der Arbeitgeber für den Arbeitnehmer an verschiedene Instanzen weiterleitet, ergibt sich das Nettoarbeitsentgelt (auch Nettolohn oder Nettogehalt), das an den Arbeitnehmer ausgezahlt wird, ihm somit zur Bestreitung seines Lebensunterhaltes zur Verfügung steht. Die Abzugsbeträge ergeben sich aus der gesetzlichen Pflicht des Arbeitgebers, Steuern und Sozialversicherungsbeiträge einzubehalten und an folgende Stellen abzuführen:
- Abgaben an das Finanzamt (Steuern)
  - Lohnsteuer (diese ist eine Einkommensteuer-Vorauszahlung)
  - Solidaritätszuschlag (Ergänzungsabgabe zur Einkommensteuer)
  - ggf. Kirchensteuer
- Sozialversicherungsbeiträge (VGR: Sozialbeiträge)[8]
  - Beitrag zur gesetzlichen Rentenversicherung
  - Beitrag zur gesetzlichen Krankenversicherung
  - Beitrag zur gesetzlichen Arbeitslosenversicherung
  - Beitrag zur gesetzlichen Pflegeversicherung

Der Arbeitgeber hat zusätzlich zum Bruttolohn noch die Arbeitgeberanteile zu den Sozialabgaben zu leisten. Die Beiträge zur gesetzlichen Unfallversicherung muss der Arbeitgeber allein tragen. Außerdem hat der Arbeitgeber die sogenannte Umlage U2 zur Vollfinanzierung des zu zahlenden Mutterschaftsgeldes und des Arbeitsentgelts an Schwangere bei Beschäftigungsverboten (§ 1 Aufwendungsausgleichsgesetz) und die Umlage U3 zur Finanzierung des Insolvenzgeldes (§ 358 SGB III) zu tragen. Betriebe mit nicht mehr als 30 Arbeitnehmern zahlen zusätzlich die Umlage U1 zur finanziellen Unterstützung bei der Lohnfortzahlung an Arbeitnehmer im Falle krankheitsbedingter Arbeitsunfähigkeit.
Die Gesamtlohnkosten des Arbeitgebers (Bruttolohn + Lohnnebenkosten), auch Arbeitnehmerentgelt genannt, liegen in Europa grob zwischen knapp 10 und knapp 50 % über dem vertraglichen Bruttolohn, in Deutschland lagen sie 2017 bei ca. 28 %, in Österreich bei ca. 36 %.
Beim Mindestlohn kommt es für die steuerliche Berücksichtigung als Betriebsausgabe nicht darauf an, ob die gezahlten Entgelte dem gesetzlich geforderten Mindestlohn entsprechen. Für die Besteuerung ist es unerheblich, ob ein Verhalten, das den Tatbestand eines Steuergesetzes erfüllt, gegen ein anderes gesetzliches Gebot oder Verbot verstößt.
In Baubetrieben müssen nach der Baubetriebe-Verordnung Arbeitgeber und Arbeitnehmer gemeinsam zusätzlich eine Winterbeschäftigungs-Umlage tragen (§ 354 SGB III)
In der Volkswirtschaftlichen Gesamtrechnung sind die Bruttolöhne und -gehälter um die Sozialbeiträge der Arbeitgeber zu erhöhen, um so zum Arbeitnehmerentgelt zu kommen.

## Abrechnungsgrundlage
Das Arbeitsentgelt kann nach verschiedenen Kriterien vereinbart und ausbezahlt werden.
Jahresgehalt
Für Geschäftsführer und höhere leitende Angestellte wird oft ein Jahresgehalt vereinbart, allerdings mit anteiligen monatlichen Auszahlungen.
Monatsweise (z. B. Monatsgehalt)
Es ist ein Betrag für einen ganzen Monat vereinbart, unabhängig von der Länge des Monats sowie der Anzahl an Sonn- und Feiertagen.
Stundenweise Abrechnung (Stundenlohn)
Das Arbeitsentgelt wird nach den tatsächlich gearbeiteten Stunden abgerechnet. Auch Urlaubsentgelt oder Feiertagsentgelt werden stundenweise verrechnet. Die Auszahlung erfolgt heute monatlich.
verstetigter Monatslohn
Als verstetigter Monatslohn auf der Basis einer vorgegebenen Stundenzahl unabhängig von der Anzahl der tatsächlich geleisteten Arbeitsstunden bei gleichzeitiger Verrechnung von Plus- oder Minusstunden auf einem Arbeitszeitkonto.
Stück- oder Akkordlohn
Das Entgelt von Stück- oder Akkordlohn richtet sich nach den fertiggestellten Stückzahlen. Urlaubs- und Feiertage werden mit einem Durchschnitt entlohnt.
Pauschalentlohnung
Diese Art ähnelt stark einer selbständigen Tätigkeit, da ein ganzes Projekt unabhängig von der Arbeitsdauer mit einem Gesamtbetrag entlohnt wird; sh. hierzu Werkvertrag.
Provisionsentlohnung
bei unselbständigen Handelsvertretern wird meist zusätzlich zu einem Grundgehalt (Fixum) ein bestimmter Prozentsatz des erzielten Umsatzes bezahlt. Allerdings ist es für ein Unternehmen meist besser, nicht nur den Umsatz, sondern auch den Deckungsbeitrag, welcher durch den Umsatz erwirtschaftet wurde, in die Höhe Provision mit einzubeziehen. Somit wird der Handelsvertreter indirekt angehalten, die Kopfkonditionen nicht zu Gunsten des Kunden zu verbessern, um einen höheren Umsatz zu generieren.
Umsatzabhängiges Arbeitsentgelt
Hier wird ein Teil der Einnahmen als Entgelt gezahlt (z. B. Taxifahrer).
Üblicherweise ist ein Gehalt ein über die Monate gleich bleibender Betrag, während die Löhne auf Stundenbasis berechnet werden und deshalb die monatliche Zahlung variiert. Seit der Einführung des gesetzlichen Mindestbruttostundenlohnes zum 1. Januar 2015 ist hierbei jedoch zu beachten, dass bei Vollzeitkräften (39 Std./Woche) mindestens ein monatlicher Betrag von 2.028 € brutto abgerechnet wird (Betrag errechnet auf Basis drei Monate = 13 Wochen; Mindestlohn 12 €/h). Zu beachten ist dabei jedoch die unterschiedliche Anzahl an Arbeitstagen je Monat; so hat z. B. der Monat Juli regelmäßig 23 Arbeitstage.

## Sonderbestandteile des Entgeltes
Zu dem Grundgehalt können noch Zulagen wie zum Beispiel Provisionen bei Außendienstmitarbeitern oder Sonderzahlungen wie Weihnachtsgeld oder Urlaubsgeld kommen. Ein weiterer Sonderbestandteil können geldwerte Vorteile und Deputate sein oder Zuschläge, etwa ein Zuschlag für Sonntags-, Feiertags- und Nachtarbeit. Ferner können gewinnabhängige Prämien vereinbart sein, die bei Aktiengesellschaften beispielsweise auf der Basis der jeweiligen Höhe der Dividende berechnet werden.

## Sonderformen der Entgeltberechnung
Häufig ist eine monatlich gleich bleibende Vergütung vereinbart. Das Entgelt kann aber nach unterschiedlichen Grundlagen errechnet werden. Entsprechend gibt es den typischen Zeitlohn sowie die Leistungslohnarten Akkord- und Prämienlohn.
- Zeitlohn: Bei dieser Art der Berechnung ist ausschließlich die Dauer der Arbeitszeit der Maßstab für die Entlohnung.
- Akkordlohn: Hier gilt die Devise „Je höher die Arbeitsleistung, desto höher der Lohn“; die Zahlung erfolgt nach der Anzahl angefertigter Teile, unabhängig von der dafür benötigten Zeit (deshalb auch „Stücklohn“ genannt).
- Prämienlohn: Durch die zunehmende Automatisierung des Produktionsprozesses verliert der Akkordlohn immer mehr an Bedeutung. Die computergesteuerten Fertigungsmaschinen übernehmen einen Großteil der Arbeiten. An die Stelle des Akkordlohns tritt der Prämienlohn. Der Prämienlohn berücksichtigt vor allem Leistungen qualitativer Art. Er wird gezahlt, wenn
  - Vorgabezeiten unterschritten werden,
  - die zulässige Ausschussquote unterschritten wird,
  - die eingesetzten Betriebsmittel optimal ausgenutzt werden und sich dadurch die Wartezeiten verkürzen,
  - es gelingt, Energie oder Fertigungsmaterialien zu sparen.

Dazu wird eine Normalleistung (besser: eine normale Leistung) zugrunde gelegt. Der Betrieb zahlt also einen Grundlohn (entweder als Zeit- oder als Stücklohn) und eine leistungsabhängige Vergütung. Diese Vergütung kommt jedoch nicht wie beim Akkord dem Arbeitnehmer voll zugute; sie wird vielmehr zwischen dem Betrieb und dem Arbeitnehmer aufgeteilt. Der Anteil des Arbeitnehmers heißt Prämie.

## Wirtschaftswissenschaftliche Betrachtung

### Volkswirtschaftliche Einordnung
Aus theoretisch-volkswirtschaftlicher Betrachtung ist der Arbeitslohn der Preis für die Bereitstellung des Produktionsfaktors Arbeit auf dem Arbeitsmarkt und Faktormarkt. Dort trifft Arbeitsangebot und Arbeitsnachfrage aufeinander. Für den Arbeitgeber stellt dieser Preis Personalkosten (Faktorkosten) und für den Arbeitnehmer Arbeitseinkommen (Faktoreinkommen) dar. Der Arbeitslohn ist ein Bestandteil der direkten Arbeitskosten, deren Höhe im internationalen Vergleich zeigt, in welchen Staaten die Arbeitskosten am niedrigsten (Niedriglohnland) und am höchsten (Hochlohnland) sind. Das volkswirtschaftliche Aggregat des Arbeitsentgelts heißt Arbeitnehmerentgelt. Es bildet zusammen mit dem Gewinn- und Vermögenseinkommen in der Verteilungsrechnung das Volkseinkommen.
Insbesondere mit dem Plural Löhne bezeichnet man die Summe aller Zahlungsströme einer Volkswirtschaft, die an Arbeitende für ihre Erwerbstätigkeit fließen, also an den Produktionsfaktor Arbeit gezahlt werden. In der Volkswirtschaftlichen Gesamtrechnung sind die Bruttolöhne und -gehälter das Arbeitnehmerentgelt abzüglich der Beiträge der Arbeitgeber zur Sozialversicherung. Zieht man von den Bruttolöhnen und -gehältern die Beiträge der Arbeitnehmer zur Sozialversicherung und die Lohnsteuer ab, dann erhält man die Nettolöhne und -gehälter.
Zudem wird zwischen Effektivlohn und Tariflohn unterschieden. Der Effektivlohn unterscheidet sich vom Tariflohn durch freiwillige Mehrleistungen des Arbeitgebers, durch Überstundenzuschläge, durch geringere Zahlungen bei Kurzarbeitergeld etc. Die Lohndrift ist die Differenz der Wachstumsraten des durchschnittlichen Effektivlohnes und des durchschnittlichen Tariflohnes. Sie gilt als Konjunktur-Indikator.
Innerhalb der Mikroökonomie ist der Reservationslohn das Mindestgehalt, zu dem ein Arbeitnehmer gerade noch bereit ist, seine Arbeitskraft anzubieten. Der Reallohn ist in der Volkswirtschaftslehre der Lohn, der der tatsächlichen Kaufkraft entspricht, das heißt der Gütermenge, die bei gegebenen Lebenshaltungskosten mit dem Nominallohn tatsächlich eingekauft werden kann. Der Reallohn hängt eng mit dem Lebensstandard zusammen.

### Betriebswirtschaftliche Einordnung
In der Betriebswirtschaftslehre gilt bezogen auf ein Unternehmen oder Produkt ähnliches, wobei hier die Gehälter (im Sinne der Arbeitsentgelte für Angestellte) meist als Gemeinkosten einen Teil der gesamten Personalkosten ausmachen. Aus Sicht des Empfängers des Arbeitsentgeltes ist es Teil seines Einkommens. Das Arbeitsentgelt ist Bestandteil einiger betriebswirtschaftlicher Kennzahlen wie beispielsweise der Arbeitskosten, Arbeitsproduktivität, dem Grenzprodukt der Arbeit oder der Lohnquote. Eine Rationalisierung spart Arbeitskräfte und damit Arbeitsentgelte, wenn sie das Grenzprodukt des Kapitals stärker erhöht als das Grenzprodukt der Arbeit.

## Alternative Theorien des Arbeitslohns und Kritik des Arbeitslohns

### Marxistische Auffassungen vom Gehalt des Arbeitslohns
„Die Arbeit ist die Substanz und das immanente Maß der Werte, aber sie selbst hat keinen Wert.“ Karl Marx vertrat eine Arbeitswerttheorie, nach der nur Lohnarbeit wertschöpfend sein könne. Beim Einsatz von Maschinen entäußern diese durch ihren Verschleiß die in ihnen bei deren Erzeugung gespeicherte menschliche Arbeit. Durch den „Produktionsumweg“ über eine Maschine kommt es zu einem effizienteren Einsatz der Arbeitskraft. Marx erklärt das Arbeitsentgelt als den Preis der Arbeitskraft. Dieser ergibt sich im Zweifel aus den Kosten, die zu ihrer Reproduktion erforderlich ist. Der Lohnarbeiter verkauft gerade nicht seine Arbeit an den Unternehmer. Das ist ihm unmöglich, weil seine Arbeit keine Ware außerhalb von ihm ist. Zum Zeitpunkt des Abschlusses des Arbeitsvertrages existiert die Arbeit, die er verkauft, noch nicht: „Um als Ware auf dem Markt verkauft zu werden, müsste die Arbeit jedenfalls existieren, bevor sie verkauft wird. Könnte der Arbeiter ihr aber eine selbständige Existenz geben, so würde er Ware verkaufen und nicht Arbeit.“
Vielmehr stellt der Arbeiter sich per Vertrag für einen vereinbarten Zeitraum unter das Kommando des Unternehmers (siehe dazu Direktionsrecht): „Was dem Geldbesitzer auf dem Warenmarkt direkt gegenübertritt, ist in der Tat nicht die Arbeit, sondern der Arbeiter. Was letzterer verkauft, ist seine Arbeitskraft. Sobald seine Arbeit wirklich beginnt, hat sie bereits aufgehört, ihm zu gehören, kann also nicht mehr von ihm verkauft werden.“ In der Zeit, in der der Unternehmer über den Arbeiter frei verfügt, hält er ihn dazu an, möglichst viele Waren für ihn zu produzieren. Die Differenz des Wertes dieser Waren zu dem verausgabten Arbeitslohn, der Mehrwert stellt den Gewinn des Unternehmers dar. Der Gewinn hat seinen Grund also gerade in der Abweichung des Lohns vom Wert der verrichteten Arbeit.

### Marxistische Auffassungen von der Höhe des Arbeitslohns
Nach Marx ist die Arbeitskraft eine Ware wie jede andere auch und unterliegt der gleichen Wertbestimmung: „Der Wert der Arbeitskraft, gleich dem Wert jeder anderen Ware, ist bestimmt durch die zur Produktion, also auch Reproduktion, dieses spezifischen Artikels notwendige Arbeitszeit.“ Diese Reproduktionskosten eines Arbeiters sind nicht einfach zu ermitteln. Neben naheliegendem wie die Ernährung sind auch beispielsweise Wohnen, Erholen und die Aufzucht von Kindern zu arbeitsfähigen Individuen anzusetzen. Eine rein ökonomische Lösung müsste beispielsweise eine Aussage treffen, wann eine Krankenbehandlung günstiger ist als die Aufzucht eines Kindes als Nachfolger des unbehandelt Verstorbenen.
Marx muss deswegen vage bleiben, wenn er schreibt: „Der Wert der Arbeitskraft ist bestimmt durch den Wert der gewohnheitsmäßig notwendigen Lebensmittel des Durchschnittsarbeiters. Die Masse dieser Lebensmittel, obgleich ihre Form wechseln mag, ist in einer bestimmten Epoche einer bestimmten Gesellschaft gegeben und daher als konstante Größe zu behandeln. Was wechselt, ist der Wert dieser Masse.“
Dass es in einer kapitalistischen Gesellschaft Arbeitskraft zu kaufen gibt, unterstellt, dass der Lohn nicht nur einzelne Arbeiter reproduziert, sondern die ganze Klasse: „Der Wert der Arbeitskraft war bestimmt nicht nur durch die zur Erhaltung des individuellen erwachsenen Arbeiters, sondern durch die zur Erhaltung der Arbeiterfamilie nötige Arbeitszeit. Indem die Maschinerie alle Glieder der Arbeiterfamilie auf den Arbeitsmarkt wirft, verteilt sie den Wert der Arbeitskraft des Mannes über seine ganze Familie. Sie entwertet daher seine Arbeitskraft.“
Im Unterschied zu anderen Waren enthält die Ware Arbeitskraft zusätzliche Bestimmungen, da es die einzige Ware ist, die mit einem Willen ausgestattet ist. Dieser Wille muss einwilligen, Arbeit zu verrichten, was unterstellt, dass der Lohn ihm seine grundlegendsten Bedürfnisse finanziert. Diese bestehen nicht nur in der nackten Existenz, sondern beinhalten je nach Nation und Kulturstand spezifische Bedürfnisse, ebenso wie sie sich auf eine gewohnheitsmäßige Lohnhöhe beziehen, die von vorherigen Arbeitergenerationen erkämpft wurde: „Andererseits ist der Umfang sog. notwendiger Bedürfnisse, wie die Art ihrer Befriedigung, selbst ein historisches Produkt und hängt daher großenteils von der Kulturstufe eines Landes, unter anderem auch wesentlich davon ab, unter welchen Bedingungen, und daher mit welchen Gewohnheiten und Lebensansprüchen die Klasse der freien Arbeiter sich gebildet hat. Im Gegensatz zu den anderen Waren enthält also die Wertbestimmung der Arbeitskraft ein historisches und moralisches Element.“

### Weitere Alternativen
Eine andere Idee zu der aktuellen Problematik von Arbeit und Einkommen ist das bedingungslose Grundeinkommen. Es wäre eine staatliche, finanzielle Grundversorgung, zu der weiter dazuverdient werden kann, und basiert auf der Behauptung, dass es im Industriezeitalter möglich ist, durch den Einsatz von Maschinen die Arbeit komplett vom Einkommen zu trennen.
Die Christliche Gesellschaftslehre kennt seit der Enzyklika Rerum novarum den „gerechten Lohn“. Die Höhe dieses Lohnes muss einem „genügsamen, rechtschaffenen Arbeiter“ den „Lebensunterhalt“ ermöglichen (vgl. auch Katechismus der Katholischen Kirche, KKK 2434).

## Sprachliche Bedeutung und Abgrenzungen
Umgangssprachlich werden Lohn, Gehalt, Entgelt, Salär, Bezüge und Vergütung oft gleichbedeutend verwendet. Auch heute noch versteht man hochsprachlich nur und umgangssprachlich meist unter „Gehalt“ ein monatlich gleich bleibendes Arbeitsentgelt, oft gar vorschüssig gezahlt, während ein Arbeitsentgelt, das auf Stundenbasis berechnet wird und deshalb jeden Monat schwankt, mit „Lohn“ bezeichnet wird. Umgangssprachlich redet man fast ausschließlich von einem „Stundenlohn“, praktisch aber nie von einem „Stundengehalt“. Früher gab es auch einen Tageslohn (und den „Tagelöhner“, vorwiegend für Hilfsarbeiten in der Landwirtschaft) sowie einen „Wochenlohn“ (auf Stundenbasis berechneter Abrechnungszeitraum für Arbeiter mit Barauszahlung jeden Freitag bei Arbeitsschluss; üblich bis in die Mitte des 20. Jahrhunderts).
Neben Arbeitsentgelt sind eine Anzahl weiterer Begriffe in Verwendung:
- Akkordlohn, Lohn der anforderungs- und leistungsabhängig differenziert
- Besoldung oder Bezüge (Preis für die Dienstleistung eines Beamten nach dem dort geltenden Alimentationsprinzip; z. B. für Bundesbeamte nach Bundesbesoldungsordnung)
- Courtage (bei Maklern)
- Diäten (Mitglieder des Bundestages oder eines Landesparlaments wie einem Landtag, einem Abgeordnetenhaus oder einer Bürgerschaft)
- Gage (bei Schauspielern und Künstlern)
- Gebühren (Preis für die Arbeit des (1) Notars nach GNotKG sowie (2) von freiberuflichen Architekten oder Ingenieuren gemäß HOAI
- Heuer (Lohn eines Seemanns)
- Honorar (Preis für die Arbeit eines freien Mitarbeiters, Dozenten, Autors, Gutachters, Arztes oder Architekten)
- Leistungsorientierte Vergütung (variabler Gehaltsanteil, der an Leistungskomponenten gebunden ist)
- Mindestlohn
- Provision (Preis für die Arbeit eines selbständigen Handelsvertreters)
- Sold (Preis für die Arbeit eines Militärangehörigen oder Zivildienstleistenden)
- Tantieme (unternehmensergebnisabhängige Zusatzzahlung)
- Vergütung bei Rechtsanwälten nach RVG und Insolvenzverwaltern nach  InsVV

Kein Arbeitsentgelt sind:
- Aufwandsentschädigung
- Durchlaufender Posten
- Gewinn
- Spesen
- Unternehmerlohn

## International
Anstatt von Arbeitsentgelt wird in der Schweiz und in Österreich auch von Salär oder Abgeltung gesprochen.
Der OECD zufolge wurde in Luxemburg im Jahre 2017 kaufkraftbereinigt mit 63.062 US-$ das höchste Jahresdurchschnitts-Arbeitseinkommen erzielt, gefolgt von der Schweiz (62.283), Island (61.787), USA (60.558), Niederlande (52.877), Dänemark (51.466), Norwegen (51.212) und Österreich (50.349). Deutschland lag mit 47.585 US $ fünf Plätze hinter Österreich. Alle diese Länder gelten zugleich auch als Hochlohnländer.